# Victoria Pelova
Victoria Pelova (Delft, Países Bajos; 3 de junio de 1999) es una futbolista neerlandesa. Juega como centrocampista en el Arsenal de la WSL de Inglaterra. Es internacional con la selección de los Países Bajos.

## Trayectoria
Pelova comenzó a jugar al fútbol en el DSV Concordia de su ciudad natal y fue fichada por el ADO Den Haag para la edición 2016-17 de la Eredivisie. En su primera temporada alcanzó el cuarto puesto con el ADO y marcó 7 goles, posicionádose como la segunda mejor goleadora de su equipo. En la temporada siguiente anotó 5 tantos en la fase regular, pero el ADO quedó sexto en las eliminatorias de descenso, en las que evitó la pérdida de la categoría. Para la temporada 2019-20 se unió al Ajax con un contrato por tres años.

## Selección nacional

### Categorías menores
En abril de 2017 se clasificó con la selección naranja sub-19 al Campeonato Europeo Sub-19 de 2017. Tras jugar en dos partidos de grupo, Pelova participó en las semifinales ante España, marcando el 1-1 parcial. Sin embargo las españolas se terminaron por imponer con un 3-2.
En octubre de 2017 y abril de 2018, volvió a participar en las dos eliminatorias del Campeonato Europeo Sub-19 de 2018. Pudo clasificar con su selección para la final en Suiza, pero no jugó. En cambio, fue convocada para el Mundial Sub-20 de 2018 que tuvo lugar pocos días después, y para el que las holandesas se clasificaron por primera vez como semifinalistas del Campeonato Europeo de 2017. En el Mundial, jugó 3 partidos de la fase de grupos además de los cuartos de final que perdieron 2-1 ante Inglaterra.

### Selección absoluta
Pelova debutó con la selección absoluta de los Países Bajos en enero de 2018, en una derrota 2-0 ante España.
En abril de 2019, fue convocada como la jugadora más joven de la plantilla destinada a la Copa del Mundo de Francia. Sin embargo, Pelova no tuvo minutos de juego en el Mundial.
En junio de 2021, fue convocada para disputar los Juegos Olímpicos de Tokio 2020. Pelova marcó su primer gol para la selección holandesa absoluta en el primer partido de este torneo, una goleada 10-3 contra Zambia.

## Clubes
| Club         | País         | Año             |
| ------------ | ------------ | --------------- |
| ADO Den Haag | Países Bajos | 2016 - 2019     |
| Ajax         | Países Bajos | 2019 - 2020     |
| Arsenal      | Inglaterra   | 2023 - presente |

## Palmarés

### Títulos nacionales
| Título                   | Club    | País         | Año     |
| ------------------------ | ------- | ------------ | ------- |
| Copa de la Eredivisie    | Ajax    | Países Bajos | 2020-21 |
| Copa de los Países Bajos | Ajax    | Países Bajos | 2021-22 |
| Eredivisie               | Ajax    | Países Bajos | 2022-23 |
| FA Women's League Cup    | Arsenal | Inglaterra   | 2022-23 |